# Yoshinobu Nishizaki
Yoshinobu Nishizaki (西崎 義展, Nishizaki Yoshinobu) (Aizuwakamatsu, 18 dicembre 1934 – Chichi-jima, 7 novembre 2010) è stato un produttore di anime giapponese.

## Biografia
Dopo essersi laureato alla facoltà di arte della Nippon Daigaku nel 1957, Nishizaki fa gavetta lavorando come presentatore e manager di teatri, night club e orchestre di jazz. Nel 1963 fonda l’Office Academy diventando produttore musicale di oltre 260 titoli tra pezzi teatrali, show e musica tradizionale. Nel 1970 diventa il manager generale del grande maestro Osamu Tezuka, occupandosi della campagna pubblicitaria e della distribuzione delle serie tv della Mushi Production alle reti televisive del paese. Nel 1972 Nishizaki diventa produttore di sé stesso creando per la sua casa di produzione appena fondata, l'Academy, la sua prima serie animata Umi no Triton tratta dal soggetto cartaceo di Tezuka.
È conosciuto soprattutto come ideatore e produttore delle tre serie televisive della saga di Starblazers, realizzate fra il 1974 e il 1981, inframmezzate da un'altra serie di fantascienza, Blue Noah, del 1979.
Nel 1984 fonda la Japan Audio Visual Network, che sette anni più tardi dichiarerà bancarotta con un debito di 7,7 miliardi di yen. Lo stesso Nishizaki nel 1997 dichiarerà debiti per quasi 5 miliardi di Yen e verrà arrestato  due volte, con l'accusa di possesso di narcotici prima ed armi da fuoco poi, e condannato in entrambi i casi a due anni e otto mesi di carcere.
Nel 1994 crea l'Oav Yamato 2520 che gli costa un lungo contenzioso legale con Leiji Matsumoto, col quale aveva già avuto frizioni durante la produzione della terza serie di Starblazers, per violazione di copyright. Riottenuti parte dei diritti della saga di Star Blazers nel 2009, apre a Nerima lo Studio Yamato per dare vita dopo 26 anni al nuovo film della saga ovvero: Uchuu Senkan Yamato, Fukkatsu hen-La Rinascita.
Dal 2008 cura, assieme a Noboru Ishiguro, la realizzazione di un film live-action sulla corazzata Yamato.
Scompare nel 2010 all'età di 75 anni per annegamento alle isole Ogasawara
a causa di una caduta da un'imbarcazione.

## Filmografia
(Elenco parziale)
- Star Blazers o I guerrieri delle stelle (宇宙戦艦ヤマト Uchū Senkan Yamato), 1ª serie tv, 1974, planning, produzione esecutiva, ideazione serie
- Corazzata spaziale Yamato, film, 1977, ideazione e produzione
- Addio Yamato (さらば宇宙戦艦ヤマト 愛の戦士たち Saraba Uchū Senkan Yamato Ai no Senshitachi), 1978, film, ideazione e produzione esecutiva
- Star Blazers, 2ª serie, 1978, planning, produzione esecutiva, ideazione serie
- Blue Noah - Mare spaziale (宇宙空母ブルーノア Uchū Kūbo Burū Noa), serie tv, 1979, progetto e produzione esecutiva
- Toriton, film, 1979, capo supervisore di produzione
- Yamato il nuovo viaggio, film, 1979, ideazione, sceneggiatura, produzione esecutiva
- Yamato per sempre, film, 1980, ideazione e produzione
- Tyltyl e Mytyl e l'uccellino azzurro, serie tv, 1980, produttore esecutivo
- Star Blazers, 3ª serie tv, 1981, planning e produzione esecutiva
- Corazzata Yamato, capitolo finale, film, 1983, produttore esecutivo, aiuto regia, ideazione